# Оливье, Чарльз
Чарльз Поллард Оливье (англ. Charles Pollard Olivier; 10 апреля 1884 — 14 августа 1975) — американский астроном, специализировавшийся на исследовании метеоров, двойных и переменных звёзд.

## Биография
Вырос в Шарлотсвилле (штат Виргиния) неподалёку от Виргинского университета. Получил степень доктора философии по астрономии в 1911 году за диссертацию, опровергающую существование стационарных метеорных излучателей. В этом же году основал Американское метеорное общество, осуществляющее наблюдение случайных метеоров и метеорных потоков. Общество было создано как ответвление от Американского астрономического общества.
- 1912—1914 — профессор астрономии в колледже Агнес Скотт в г. Декейтер (штат Джорджия).
- 1914—1918 — ассистент-исследователь Виргинского университета и научный сотрудник обсерватории Маккормик, занимающийся измерением параллакса.
- 1928 — директор обсерватории Флауэр Пенсильванского университета.
- 1945 — декан астрономического факультета Пенсильванского университета.

Активно занимался вопросом расширения обсерватории, что привело к созданию обсерватории Флауэр-энд-Кук (Филадельфия) в 1956 году. Вместе с британским астрономом Уильямом Деннингом считается пионером научного визуального наблюдения метеоров.

## Труды
- Charles P. Olivier, «Meteors», Baltimore, The Williams & Wilkins Co., 1925.
- Charles P. Olivier, «Comets», Baltimore, The Williams & Wilkins Co., 1930.

## Премии и награды
- Американское метеорное общество выдает ежегодно премию его имени астрономам, изучающим метеоры.
- В честь его назван кратер Оливье на Луне.